# بيتر سابين
بيتر سابين (21 سبتمبر 1941 في المملكة المتحدة - ) (بالإنجليزية: Peter Sabine)‏ هو لاعب كريكت بريطاني. لعب مع نادي الكريكت في جامعة أكسفورد ‏.

## وصلات خارجية
- بيتر سابين على موقع إي آس بي آن كريك إنفو (الإنجليزية)